# Diemaco C7
Diemaco C7 / C8 — канадские автоматы, являющиеся модифицированными вариантами американских автоматов М16А1 и M4 соответственно. Основные отличия C7 от М16А1 — ствол, аналогичный М16А2 (соответствующий патронам SS109, а не M193), и упрощённый диоптрический прицел, имеющий две установки по дальности. Автомат сохранил совместимость с алюминиевыми магазинами от M16 (а также любыми другими, соответствующими стандарту STANAG 4179), но штатными являются пластиковые магазины на 30 патронов.

## Варианты
- C7 — базовый вариант, аналогичный М16А1.
  - С7А1 — вариант с планкой Пикатинни вместо ручки для переноски. Штатно устанавливается оптический 3,4Х прицел Elcan C79.
  - С7А2 — вариант с телескопическим прикладом, аналогичным таковому у C8. Рычажок предохранителя-переводчика и кнопка защёлки магазина двусторонние. Цевьё и фурнитура имеют зелёный цвет.
  - C7NLD — вариант автомата для Вооруженых сил Нидерланд, оснащены оптикой Aimpoint CompM4, телескопическим прикладом, модифицированным регулятором огня, лазерно-световым модулем и рельсовой системой. Также было нанесено новое коричневое покрытие.
- C8 — укороченный вариант, аналогичный M4.
  - C8A1 — вариант с планкой Пикатинни вместо ручки для переноски.
  - C8A1HB / C8FTHB (Flat Top, Heavy Barrel) — вариант с планкой Пикатинни вместо ручки для переноски и тяжёлым стволом.
  - C8SFW (Special Forces Weapon) — вариант с удлинённым стволом и возможностью использования подствольного гранатомёта, предназначенный для специальных подразделений.
  - C8NLD — от прошлой модели C7NLD ничем не отличается кроме рукоятки Brügger & Thomet с выдвижной сошкой для более устойчивого положения при стрельбе лежа.

## Страны-эксплуатанты
- Афганистан — в 2007-2008 годы Канада передала афганской армии 2500 шт. модернизированных автоматов C7 общей стоимостью 2,9 млн долларов. Автоматы использовались до середины 2011 года, когда было принято решение о их замене на полученные из США автоматы М-16[2]
- Великобритания — под именем L119A1
- Дания - в 1995 году в Канаде были закуплены первые автоматы Diemaco C7A1 (получившие наименование M/95), в 1996 году были закуплены карабины Diemaco C8A1 (получившие наименование M/96). Они были официально приняты на вооружение для замены в войсках автоматов HK G3. В 2010 году на вооружение была принята усовершенствованная модификация Diemaco C8 IUR (получившая наименование M/10).
- Исландия
- Канада[1]
- Нидерланды
- Норвегия
- Украина[3]
- Швеция